# Merritt Lyndon Fernald
Merritt Lyndon Fernald est un botaniste américain, né le 5 octobre 1873 à Orono dans le Maine et mort le 22 septembre 1950 à Cambridge dans le Massachusetts.

## Biographie
Il est le fils de Merritt Cladwell et de Mary Lovejoy née Heywood. Il obtient son Bachelor of Sciences à Harvard en 1897. Il est assistant à l’herbier Gray d’Harvard de 1891 à 1902, puis conservateur de 1915 à 1936, directeur en 1937 et enfin professeur émérite en 1947. Il se marie avec Margaret Howard Grant le 15 avril 1907.
Fernald reçoit diverses récompenses comme la médaille d’or de la Société d’horticulture du Massachusetts (1944) et la médaille de la Société Marie-Victorin du Canada (1950). Il fut membre de diverses sociétés savantes dont l’American Academy of Arts and Sciences, la Botanical Society of America (qu’il dirige en 1942), la National Academy of Sciences, etc. Il reçoit un DCL (ou doctorat honorifique en droit civil) par l’université d’Acadia en 1933 puis un Doctorat of Sciences à l’université de Montréal en 1938.
Fernald est notamment l’auteur avec Alfred Charles Kinsey (1894-1956) de Edible Wild Plants of Eastern North America (Idlewild Press, Cornwall-on-Hudson, 1943, réédité en 1958 et 1996), de la huitième édition du Manual of botany d’Asa Gray (1810-1888).
Une réserve écologique du Québec, au Canada a été nommée en son honneur en 1995.

## Source
- Allen G. Debus (dir.), World Who’s Who in Science. A Biographical Dictionary of Notable Scientists from Antiquity to the Present, Chicago, Marquis-Who’s Who, xvi + 1855 p., 1968